# Bodypainting
Body painting (barvanje telesa) je oblika umetnosti, ki uporablja kot podlago za risanje in barvanje človeško telo. Za razliko od tatuja, ki je trajen, je bodypainting začasen izdelek. Poleg primitivnih ljudstev ga danes uporabljajo umetniki in klovni.